# Le Grand Journal de New York

Le Grand Journal de New York est une émission de télévision et radio créée en décembre 2010, qui traite des actualités économique et politique française et américaine. Elle est diffusée en direct depuis les studios du Nasdaq à Times Square (New York) sur BFM Business chaque vendredi en prime-time. Le Grand Journal de New York est présenté par Emmanuel Duteil et Sabrina Quagliozzi.

## Principe de l’émission
Conçue sous le format du talk-show à l’américaine, l’émission propose de prendre le pouls de la première économie du monde au travers des acteurs qui la vivent au quotidien. Chaque vendredi, Emmanuel Duteil et Sabrina Quagliozzi reçoivent quatre à six invités pour décrypter les faits marquants de la semaine dans des domaines aussi variés que la bourse, la politique, les nouvelles technologies, le luxe et la mode, etc. Le Grand Journal de New York met aussi l’accent sur les aventures entrepreneuriales des francophones venus tenter l’aventure américaine.

## Spécificités
Le Grand Journal de New York est la seule émission hebdomadaire francophone diffusée en direct en France depuis Times Square, New York, à la fois à la télévision (TNT Ile-de-France, câble, satellite, box ADSL) et à la radio (fréquences BFM radio).